# Siu-Kai Lau
Siu-Kai Lau (né le 7 juin 1947) est un sociologue de Hong Kong.

## Biographie
Siu-Kai Lau a obtenu un diplôme de l'université de Hong Kong et enseigné au département de sociologie de cette université après avoir obtenu un PhD de l'université du Minnesota aux États-Unis.
Pendant sa présence à la « Chinese University of Hong Kong » (CUHK), il était également directeur associé du « Hong Kong Institute of Asia-Pacific Studies ». Il est actuellement[Quand ?] en congé puisqu'il est membre du gouvernement.

## Publications
- (en) Siu-Kai Lau, « Chinese Familism in an Urban-Industrial Setting: The Case of Hong Kong », Journal of Marriage and the Family, vol. 43, no 4,‎ novembre 1981, p. 181-196
- (en) Siu-Kai Lau, Development, Colonial Rule, and Intergroup       Conflict in a Chinese Village in Hong Kong, 139-146 p.
- (en) Siu-Kai Lau, « Society and Politics in Hong Kong », Hong Kong: The Chinese University Press,‎ 1982
- (en) Siu-Kai Lau, « Social Accommodation of Politics: The       Case of the Young Hong Kong Workers. », The Journal of Commonwealth & Comparative     Politics,‎ 1982, p. 172-188
- (en) Siu-Kai Lau, « Social Change, Bureaucratic Rule, and Emergent Political Issues in Hong Kong », World Politics, vol. 35, no 4,‎ juillet 1983, p. 544-562